# 東池袋駅
東池袋駅（ひがしいけぶくろえき）は、東京都豊島区東池袋四丁目にある、東京地下鉄（東京メトロ）有楽町線の駅である。駅番号はY 10。

## 歴史
- 1974年（昭和49年）10月30日：帝都高速度交通営団（営団地下鉄）有楽町線池袋 - 銀座一丁目間開通に伴い開業。
- 2004年（平成16年）4月1日：帝都高速度交通営団（営団地下鉄）民営化に伴い、当駅は東京地下鉄（東京メトロ）に継承される[2]。
- 2007年（平成19年）3月18日：ICカード「PASMO」の利用が可能となる[3]。
- 2011年（平成23年）
  - 2月26日：ホームドアの使用を開始[4]。
  - 3月26日：発車メロディを導入[5]。
- 2015年（平成27年）4月：としまエコミューゼタウンと地下道で接続される。

## 駅構造
島式ホーム1面2線を有する地下駅である。改札階とホームを連絡するエスカレーター2基と、エレベーター1基が設置されている。可動式ホーム柵は、有楽町線全線での設置計画により、2011年（平成23年）2月26日から供用を開始している。
当駅は、「池袋駅務管区東池袋地域」として近隣の駅を管理している。

### のりば
| 番線 | 路線     | 行先                       |
| ---- | -------- | -------------------------- |
| 1    | 有楽町線 | 新木場方面                 |
| 2    | 有楽町線 | 和光市・森林公園・飯能方面 |

（出典：東京メトロ:構内図）

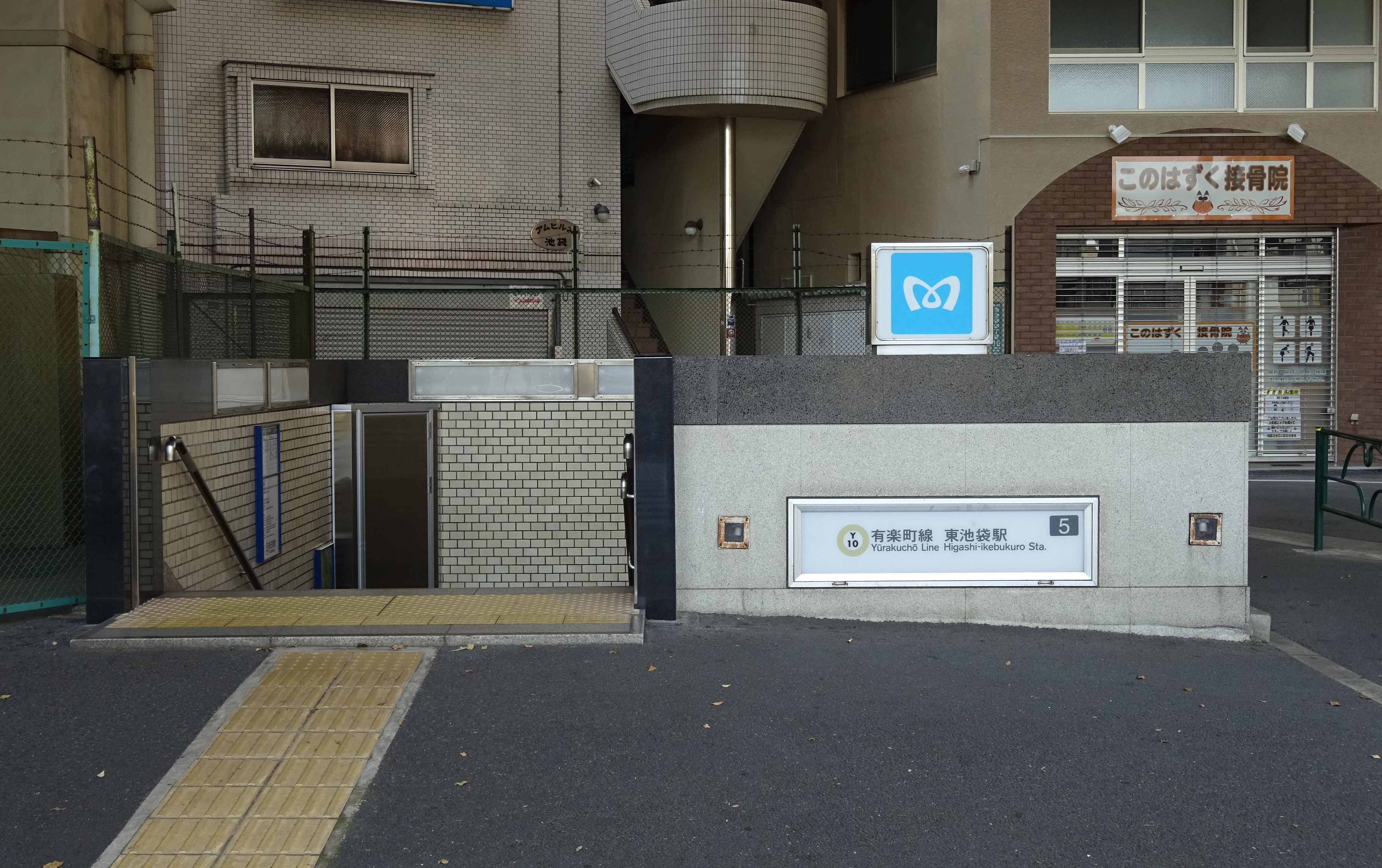
5番出入口（2016年6月）
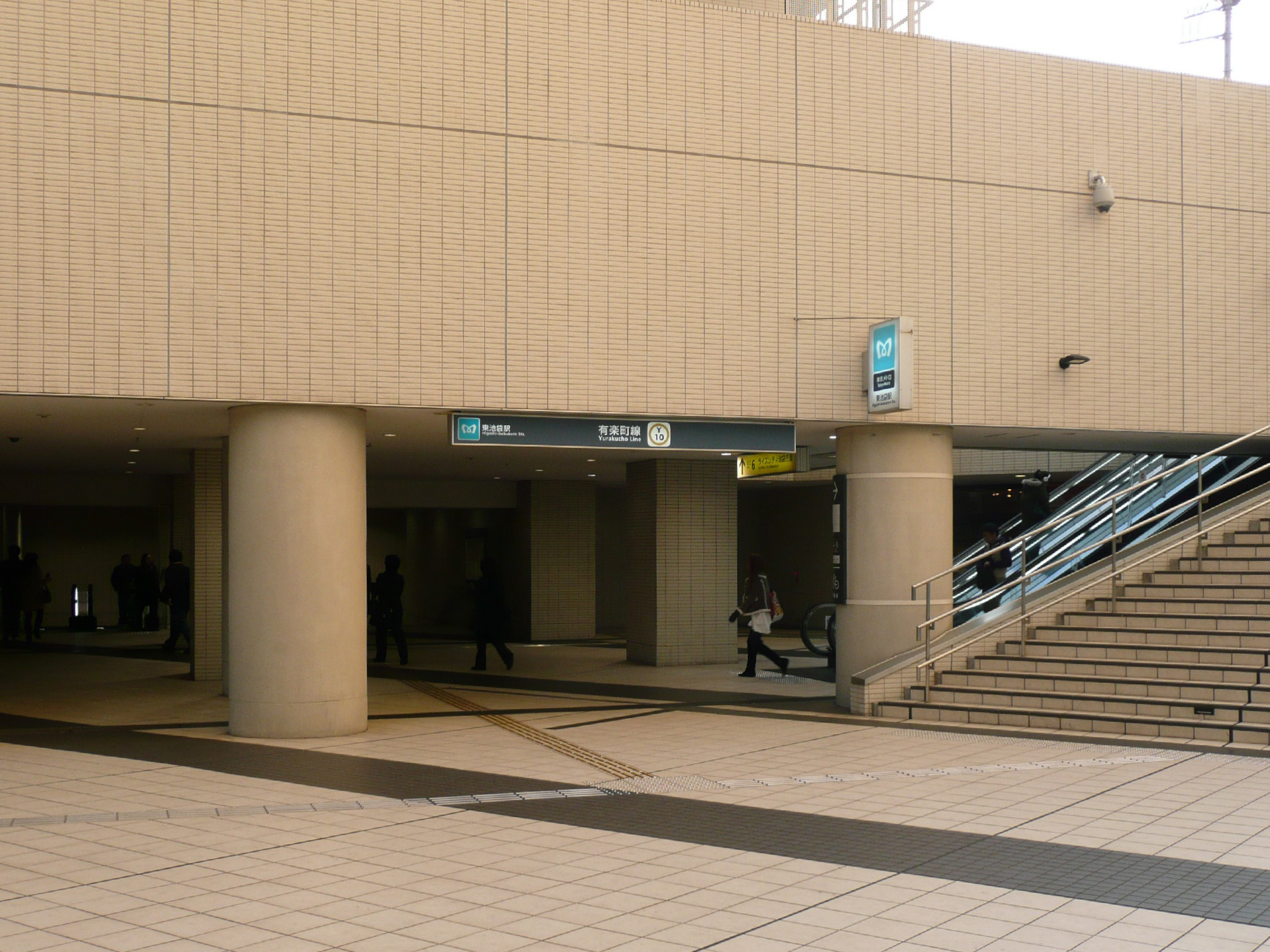
6・7番出入口（2010年1月）
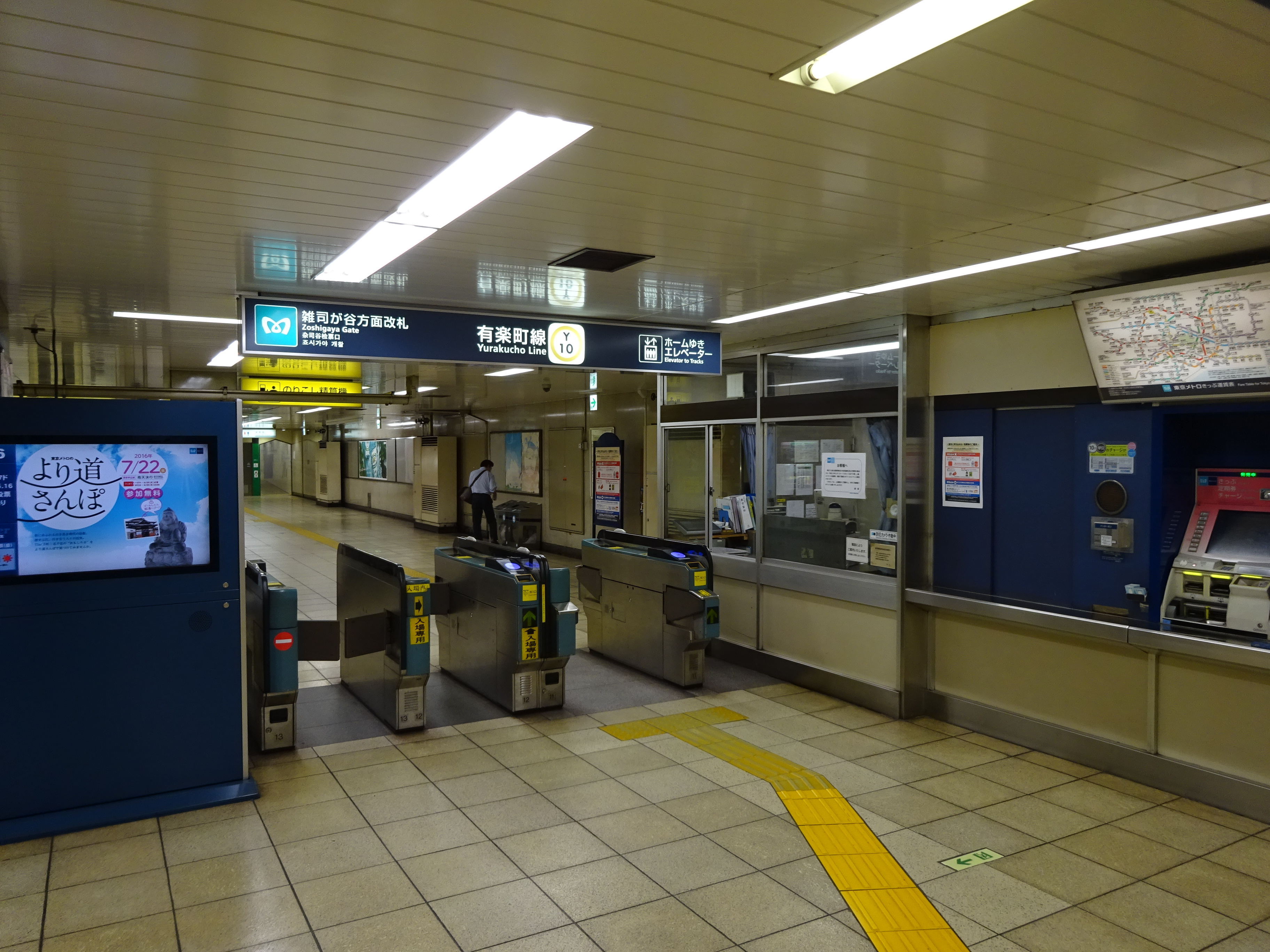
雑司が谷方面改札（2016年6月）
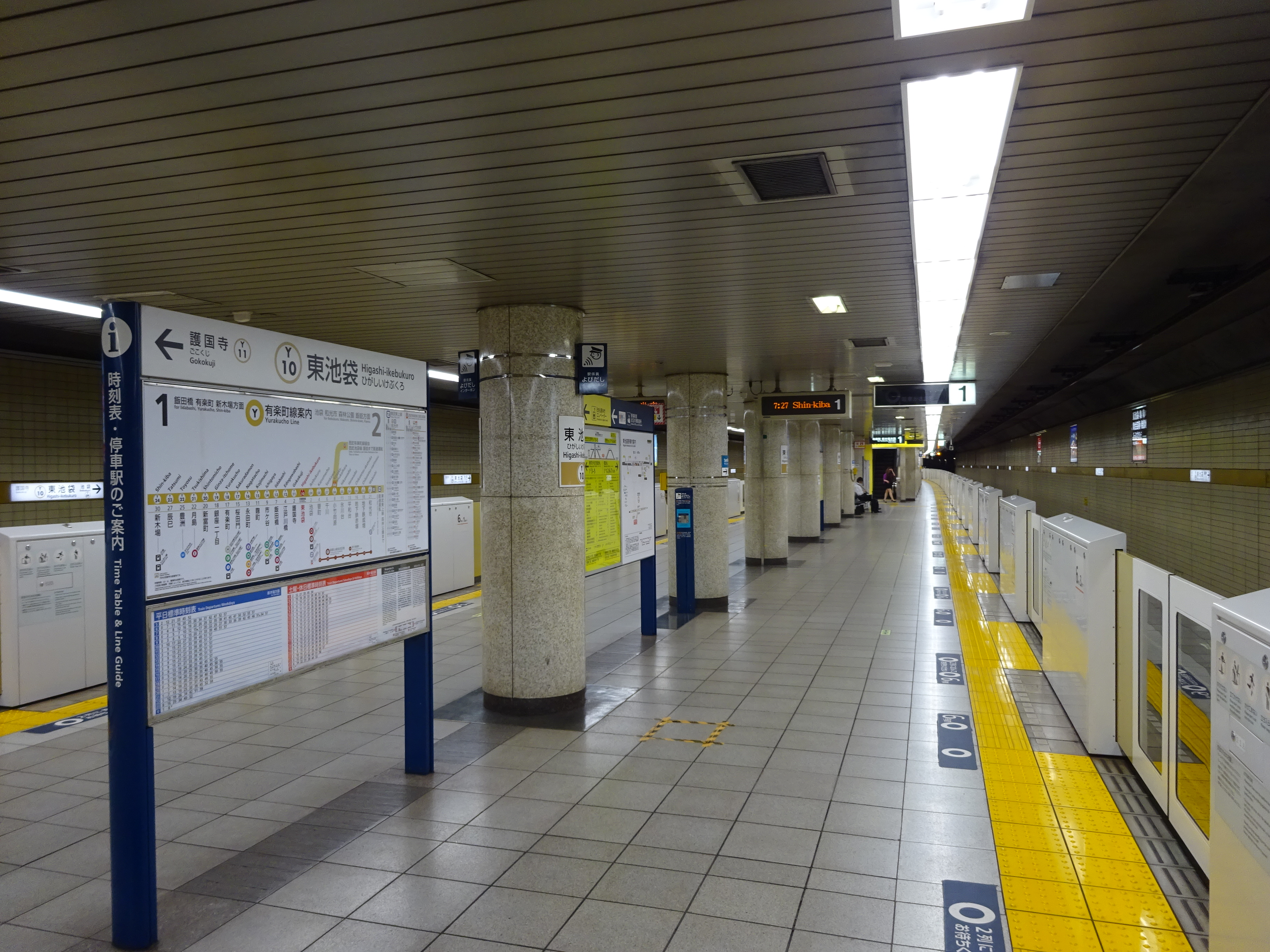
ホーム（2016年6月）
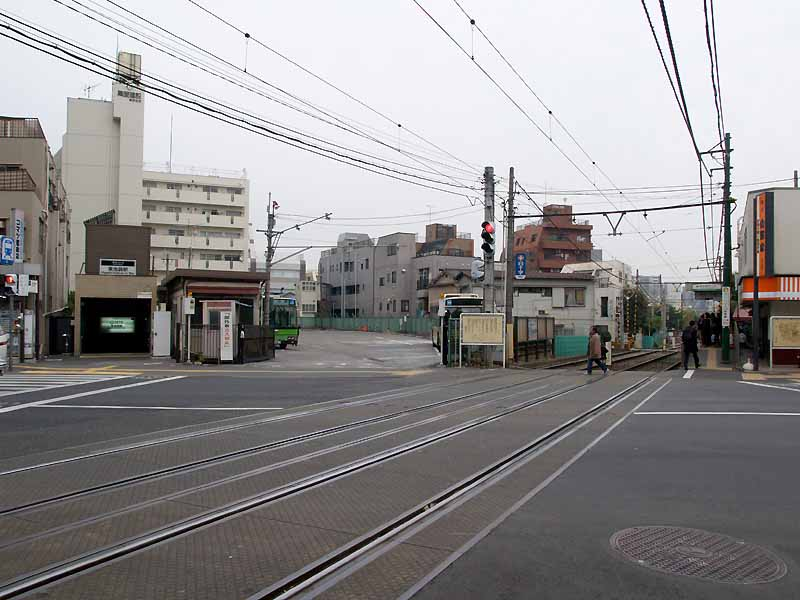
左から、4番出入口、都営バス操車場（2008年6月に閉鎖）、都電東池袋四丁目停留場。 （2007年11月）

### 発車メロディ
2011年3月26日からスイッチ制作の発車メロディ（発車サイン音）を使用している。

曲は1番線が「マイルド電車」（福嶋尚哉作曲）、2番線が「時のスパイラル」（塩塚博作曲）である。

## 利用状況
2024年の1日平均乗降人員は45,348人であり、東京メトロ全130駅中81位。
近年の1日平均乗降・乗車人員推移は下表の通り。
| 年度               | 1日平均 乗降人員 | 1日平均 乗車人員 | 出典     |
| ------------------ | ---------------- | ---------------- | -------- |
| 1990年（平成02年） |                  | 12,890           | [ * 1 ]  |
| 1991年（平成03年） |                  | 12,883           | [ * 2 ]  |
| 1992年（平成04年） |                  | 12,759           | [ * 3 ]  |
| 1993年（平成05年） |                  | 12,351           | [ * 4 ]  |
| 1994年（平成06年） |                  | 12,074           | [ * 5 ]  |
| 1995年（平成07年） |                  | 12,082           | [ * 6 ]  |
| 1996年（平成08年） |                  | 12,074           | [ * 7 ]  |
| 1997年（平成09年） |                  | 12,088           | [ * 8 ]  |
| 1998年（平成10年） |                  | 12,373           | [ * 9 ]  |
| 1999年（平成11年） |                  | 12,142           | [ * 10 ] |
| 2000年（平成12年） |                  | 12,107           | [ * 11 ] |
| 2001年（平成13年） |                  | 12,318           | [ * 12 ] |
| 2002年（平成14年） | 25,791           | 12,425           | [ * 13 ] |
| 2003年（平成15年） | 25,724           | 12,339           | [ * 14 ] |
| 2004年（平成16年） | 25,321           | 12,433           | [ * 15 ] |
| 2005年（平成17年） | 25,516           | 12,504           | [ * 16 ] |
| 2006年（平成18年） | 26,081           | 12,770           | [ * 17 ] |
| 2007年（平成19年） | 29,814           | 14,691           | [ * 18 ] |
| 2008年（平成20年） | 31,394           | 15,274           | [ * 19 ] |
| 2009年（平成21年） | 31,181           | 15,236           | [ * 20 ] |
| 2010年（平成22年） | 31,759           | 15,432           | [ * 21 ] |
| 2011年（平成23年） | 32,925           | 16,169           | [ * 22 ] |
| 2012年（平成24年） | 34,327           | 16,693           | [ * 23 ] |
| 2013年（平成25年） | 36,323           | 17,753           | [ * 24 ] |
| 2014年（平成26年） | 37,966           | 18,570           | [ * 25 ] |
| 2015年（平成27年） | 41,609           | 20,462           | [ * 26 ] |
| 2016年（平成28年） | 42,752           | 21,047           | [ * 27 ] |
| 2017年（平成29年） | 44,044           | 21,729           | [ * 28 ] |
| 2018年（平成30年） | 44,462           | 21,882           | [ * 29 ] |
| 2019年（令和元年） | 44,120           | 21,721           | [ * 30 ] |
| 2020年（令和02年） | 30,117           |                  |          |
| 2021年（令和03年） | 32,410           |                  |          |
| 2022年（令和04年） | 38,132           |                  |          |
| 2023年（令和05年） | 42,748           |                  |          |
| 2024年（令和06年） | 45,348           |                  |          |

## 駅周辺
サンシャイン60を中心としたサンシャインシティが立地するほか、2000年代後半以降は駅周辺での東池袋四丁目再開発事業が数か所で行われており、豊島区立中央図書館や豊島区立舞台芸術交流センター（あうるすぽっと）といった文教施設が入居するライズシティ池袋、サンシャインシティまでの地下連絡通路「東池袋地下通路」、複数の大型タワーマンションなどが完成している。
また、駅南側の南池袋二丁目でも再開発事業が行われ、豊島区役所庁舎と大型タワーマンションとの複合施設「としまエコミューゼタウン」が完成、当駅と地下道で直結している。

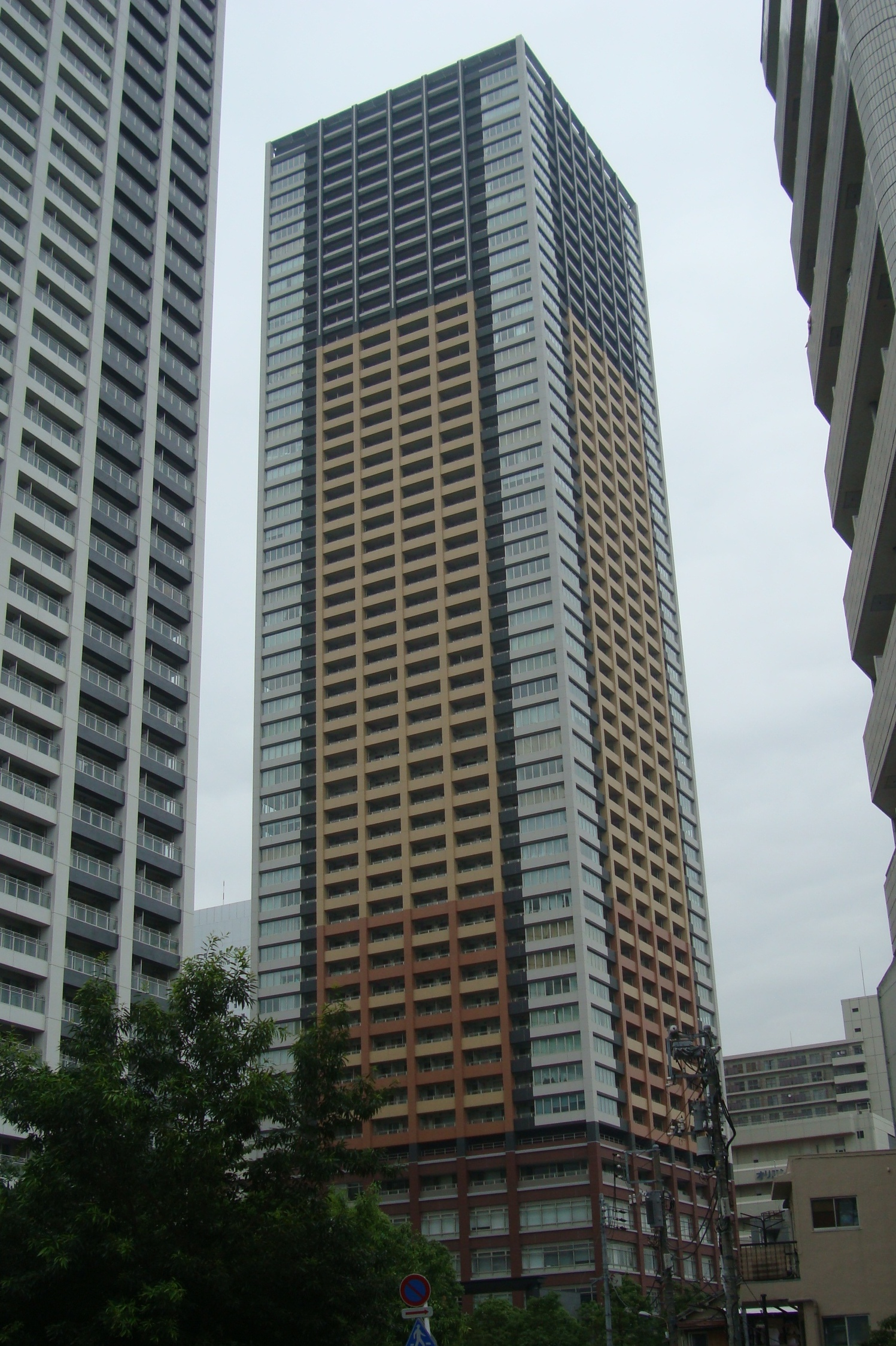
アウルタワー

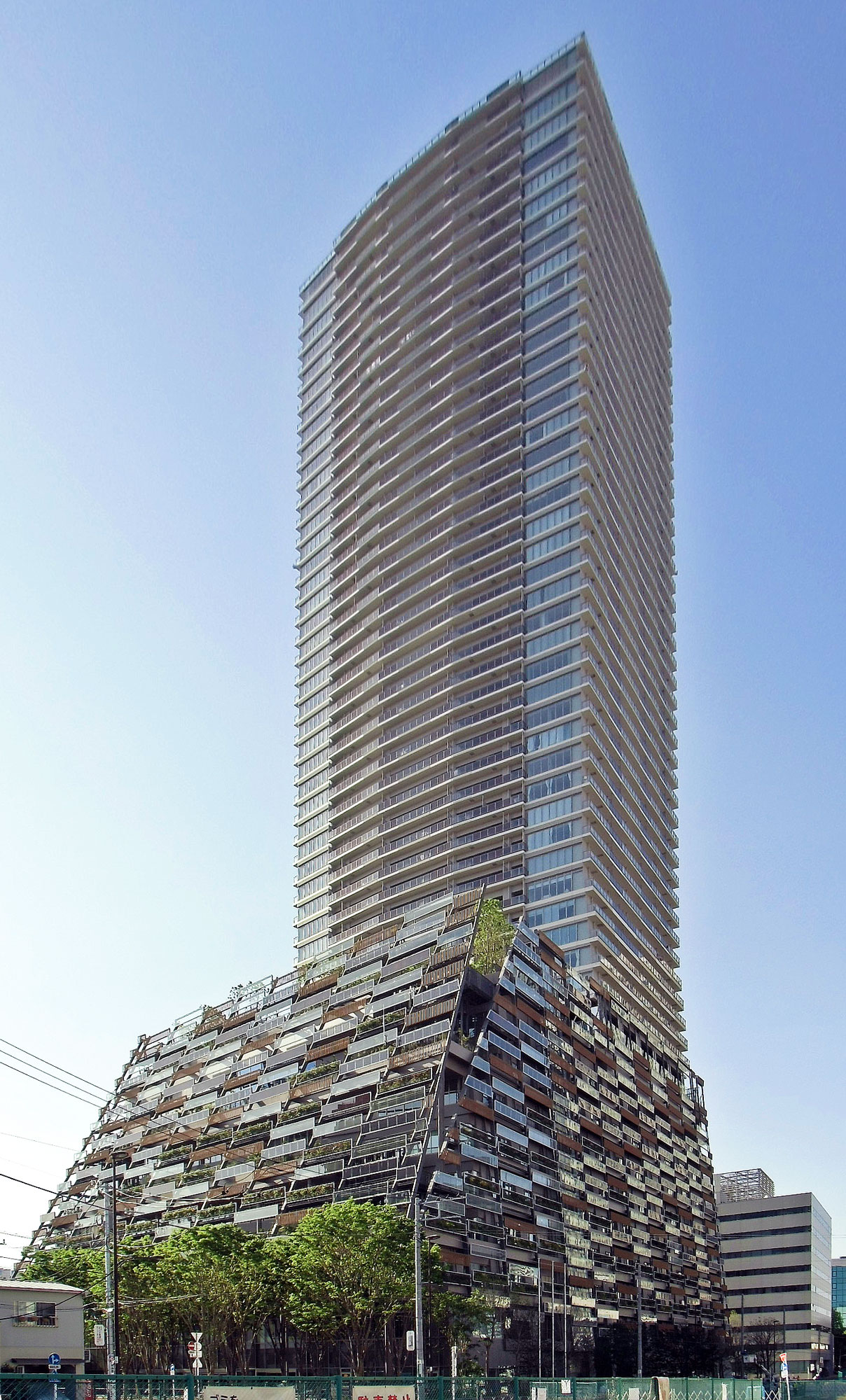
としまエコミューゼタウン

- 都電荒川線（東京さくらトラム） 東池袋四丁目停留場 - 当駅東側（3 - 5番出入口付近）の直上に位置している。有楽町線では正式な乗換案内は行っていないが、駅構内には案内サインが多数掲出されている（都電側では乗換案内を行っている）。

- ライズシティ池袋
  - 豊島区立中央図書館
  - 豊島区立舞台芸術交流センター（あうるすぽっと）
- 東京都労働相談情報センター 池袋事務所
- 池袋保健所
- 豊島消防署
- としまエコミューゼタウン
  - 豊島区役所
- 東京福祉大学 池袋キャンパス
- 東京国際大学 池袋キャンパス
- 豊島岡女子学園中学校・高等学校
- としまみどりの防災公園（IKE・SUNPARK）
- 豊島郵便局
  - ゆうちょ銀行豊島店
- 豊島区役所前郵便局
- 東池袋郵便局
- 徳島大正銀行池袋支店
- 第四北越銀行池袋支店
- きらぼし銀行池袋・東池袋・西池袋支店
- 常陽銀行池袋支店
- ニトリ 池袋サンシャイン60通り店
- サンシャインシティ
  - サンシャイン60
  - ワールドインポートマート
  - ナムコ・ナンジャタウン
  - 文化会館
  - サンシャイン水族館
  - サンシャインシティプリンスホテル
  - 首都高速5号池袋線 東池袋出入口
- 乙女ロード
- 東京都道435号音羽池袋線
- ホテルルートイン東京池袋

## バス路線
駅に隣接して都電旧大塚電車営業所日ノ出町派出所の跡地に都営バス東池袋四丁目操車所が設置されていたが、東京メトロ副都心線の開業に伴う路線再編により2008年（平成20年）6月13日限りで閉鎖された。ここから渋谷駅方面へ向かっていた池86系統も同日付けで池袋駅東口 - 東池袋四丁目操車所間を廃止、池袋駅東口始発・終着となっていたが、2018年（平成30年）4月1日のダイヤ改正で当駅に近いサンシャインシティまで延伸された。ただし駅の目の前は通らない。
東池袋四丁目
- 都営バス
  - 都02乙：池袋駅東口行 / 東京ドームシティ行・一ツ橋行

東池袋駅
- WILLER EXPRESS
  - IKEBUS：Aルート 池袋駅東口方面 / Bルート 池袋駅西口（中央）方面

豊島区役所
- 国際興業バス
  - 池07：サンシャインシティ南行 / 江古田二又行

## 副都心線の東池袋駅設置計画
当駅の西側付近を東京メトロ副都心線が通過している。
地下鉄13号線（副都心線）の計画段階である、1985年の運輸政策審議会答申第7号では東池袋駅が位置付けられていた。しかし、2001年の都市計画決定の際には東池袋駅は定められず、2008年の副都心線開業時点では駅は設置されなかった。
豊島区は副都心線の東池袋地区への駅設置を要望しており、東京地下鉄と確認書を交わしている。それによれば、将来、相当の利用客が見込めるようになった時期に、新駅を設置する工事を行うとしている。また、副都心線の建設段階にて新駅を設置する事前措置を行うものとしている。
副都心線池袋駅 - 雑司が谷駅間の駅間シールドトンネルは大部分で鉄筋コンクリートセグメントを採用しているが、新駅が施工される可能性のある区間では施工性を考慮してダクタイルセグメントを採用している。

## 隣の駅
東京地下鉄（東京メトロ）
 有楽町線
池袋駅 (Y 09) - 東池袋駅 (Y 10) - 護国寺駅 (Y 11)